# 馬拉巴爾火山
馬拉巴爾火山是印度尼西亞的火山，位於爪哇島萬隆以南，行政方面由西爪哇省負責管轄，海拔高度2,343米，火山主要由在全新世形成的安山岩和玄武岩組成。